# Inchyra

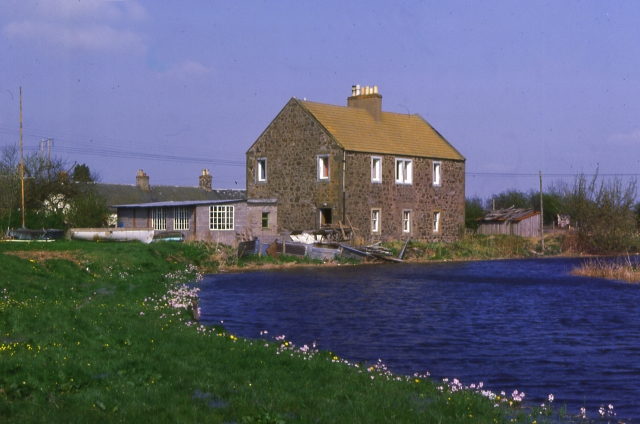
Einzelhaus am Cairnie Pow

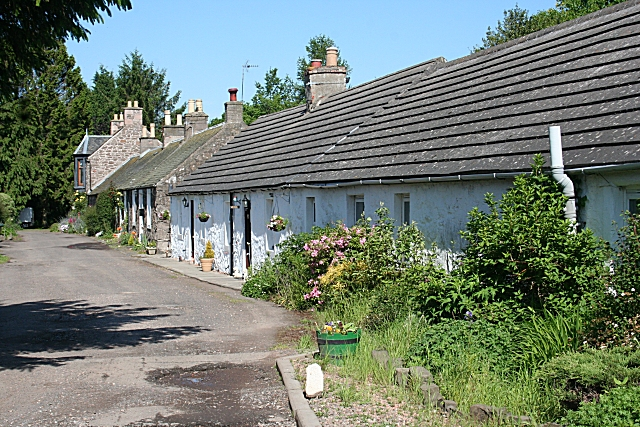
Häuserzeile in Inchyra

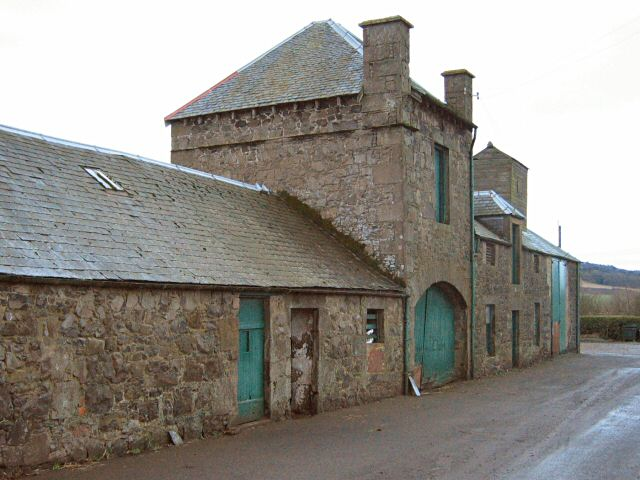
Bauernhof am Nordrand von Inchyra

Inchyra ist eine kleine Ortschaft, die im Norden von Schottland zwischen Perth im Westen und Dundee im Osten in der Region Perth and Kinross liegt. Im Rahmen der historischen Gliederung Schottlands in Civil Parishes zählt es zu St Madoes, das zu Perthshire gehörte.

## Geographie
Inchyra liegt südlich der Sidlaw Hills am nördlichen, linken Ufer des Tay, in den hier der, von den Sidlaws über Glencarse und St Madoes im Nordosten kommende Cairnie Pow mündet. Die den Ort umgebende flache Landschaft, das Carse of Gowrie, wird primär landwirtschaftlich genutzt.

## Historisch Bedeutsames
Im Ort gab es einen Hafen, der dem Transport von Waren für die Umgebung diente. Er verlandete zunehmend und kann daher nicht mehr genutzt werden, allerdings gibt es noch eine Anlegestelle für Boote. Eine den Tay querende Fähre stellte, nach lokalen Angaben, vor 1914 ihren Betrieb ein.
Das etwas weiter im Norden, am Hang der Sidlaws stehende Inchyra House wurde 1971 als Listed Building der Kategorie A ausgewiesen und damit unter Denkmalschutz gestellt.